# Unione dei comuni Castelli Morenici
Castelli Morenici (Unione dei comuni Castelli Morenici) è l'unione dei comuni di Medole, Ponti sul Mincio e Solferino (dal 2017), in provincia di Mantova, istituita il 18 settembre 2015.
La sede dell'Unione è situata a Ponti sul Mincio. I suoi organi e uffici possono rispettivamente riunirsi ed essere ubicati anche in sede diversa, purché ricompresa nell'ambito del territorio che la delimita e purché la collocazione sia concordata preventivamente dai membri del Consiglio
dell'Unione.
L'Unione persegue l'autogoverno e promuove lo sviluppo delle comunità locali che la costituiscono; con riguardo alle proprie attribuzioni, rappresenta la comunità di coloro che risiedono sul suo territorio e concorre a curarne gli interessi.
L'Unione ha lo scopo principe di migliorare la qualità dei servizi erogati e di ottimizzare le risorse economiche, finanziarie, tecniche, umane e strumentali in capo all'Unione, al fine di diminuire il costo ovvero non aumentarne l'ammontare complessivo.